# Karl Benrath
Karl Benrath (* 10. August 1845 in Düren; † 21. Juli 1924 in Königsberg) war ein deutscher evangelischer Kirchenhistoriker.
Benrath studierte in den Jahren 1863 bis 1866 in Bonn, Berlin und Heidelberg. Ein Jahr darauf wurde er Oberlehrer. In Italien und in England war er von 1871 bis 1875 zu Studienzwecken sowie als Korrespondent für wissenschaftliche Zeitungen. Seit 1876 habilitierter Privatdozent in Bonn, wurde er 1879 a. o. Professor. Von 1890 bis 1921 war er o. Professor für Kirchengeschichte in Königsberg. 1902/03 war er Rektor der Albertus-Universität Königsberg.

## Schriften
- Das pädagogische System Platons in seinen Hauptzügen, 1871.
- Bernardino Ochino von Siena: ein Beitrag zur Geschichte der Reformation , Fues, Leipzig 1875.
- Ueber die Quellen der italienischen Reformationsgeschichte, De Gruyter, 1877.
- Geschichte der Reformation in Venedig, 1887.
- Luther im Kloster 1505−1525, 1905.
- Luther und wir Deutsche: 5 Vorträge zum Gedächtnis der Reformation.
- Die Summa der Heiligen Schrift. Ein Zeugnis aus dem Zeitalter der Reformation für die Rechtfertigung aus dem Glauben, Unikum, 2012, ISBN 978-3-8457-4516-9.